# Легьоновски окръг
Легьоновски окръг (на полски: Powiat legionowski) е окръг в Централна Полша, Мазовско войводство. Заема площ от 390,35 км2. Административен център е град Легьоново.

## География
Окръгът се намира в историческата област Мазовия. Разположен е в централната част на войводството.

## Население
Населението на окръга възлиза на 109 889 души (2013 г.). Гъстотата е 282 души/км2.

## Административно деление
Административно окръгът е разделен на 5 общини.
Градска община:
- Легьоново

Градско-селска община:
- Община Сероцк

Селски общини:
- Община Велишев
- Община Непорент
- Община Яблонна

## Фотогалерия
- Легьоново
- Сероцк